# 4-(ヒドロキシメチル)ベンゼンスルホン酸デヒドロゲナーゼ
4-(ヒドロキシメチル)ベンゼンスルホン酸デヒドロゲナーゼ（4-(hydroxymethyl)benzenesulfonate dehydrogenase）は、次の化学反応を触媒する酸化還元酵素である。
4-(ヒドロキシメチル)ベンゼンスルホン酸 + NAD+ {\displaystyle \rightleftharpoons } 4-ホルミルベンゼンスルホン酸 + NADH + H+
すなわち、この酵素の基質は4-(ヒドロキシメチル)ベンゼンスルホン酸とNAD+、生成物は4-ホルミルベンゼンスルホン酸とNADHとH+である。
組織名は4-(hydroxymethyl)benzenesulfonate:NAD+ oxidoreductaseである。